# 艾倫 (堪薩斯州)
艾倫（英語：Allen）是一個位於美國堪薩斯州萊昂縣的城市。

## 地方資料
根據2020年美國人口普查的數據，艾倫的面積為0.72平方千米，當中陸地面積為0.72平方千米，而水域面積為0.00平方千米。當地共有人口160人，而人口密度為每平方千米222.22人。